# Caecilia
Caecilia là một chi động vật lưỡng cư trong họ Caeciliidae, thuộc bộ Gymnophiona. Chi này có 33 loài và không bị đe dọa tuyệt chủng.

## Hình ảnh

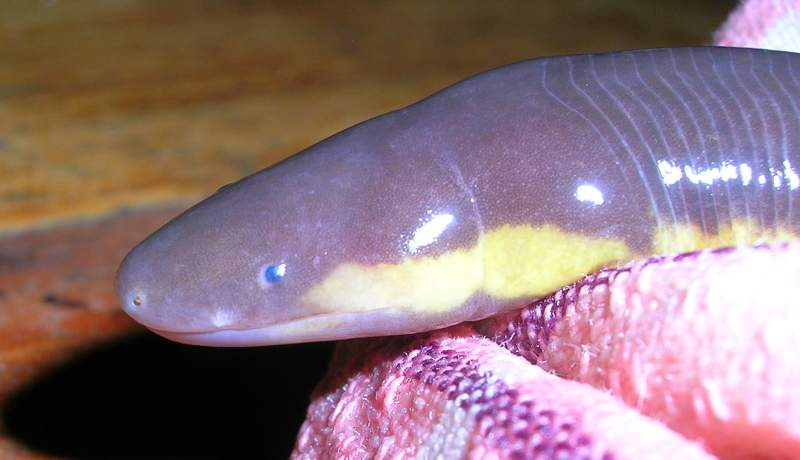
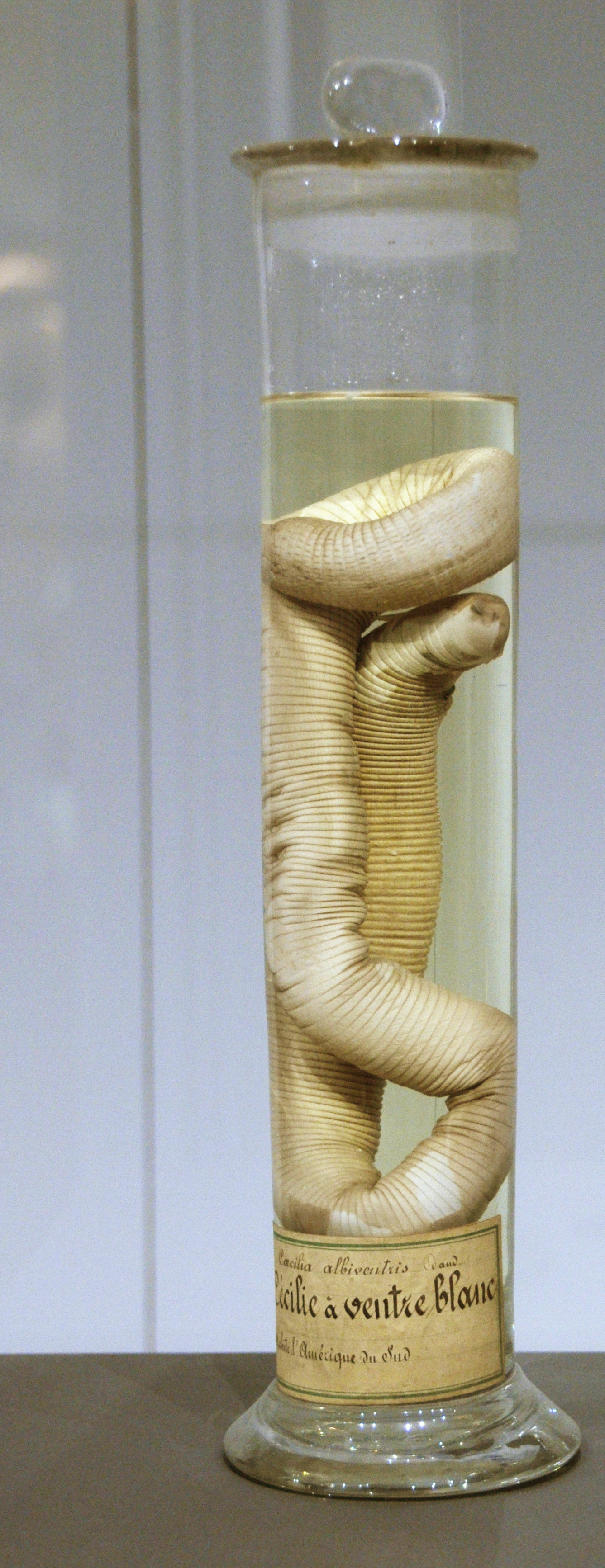
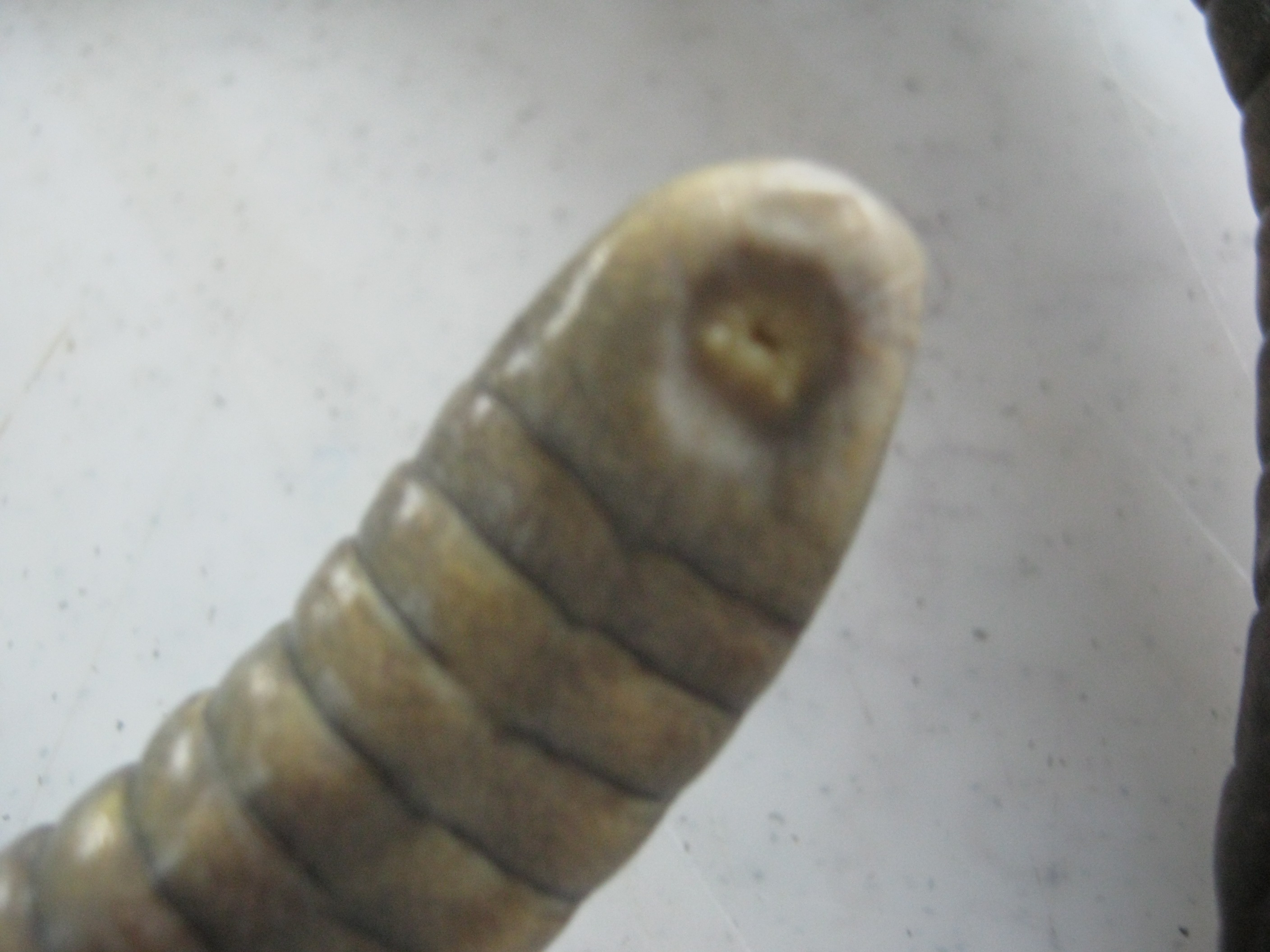
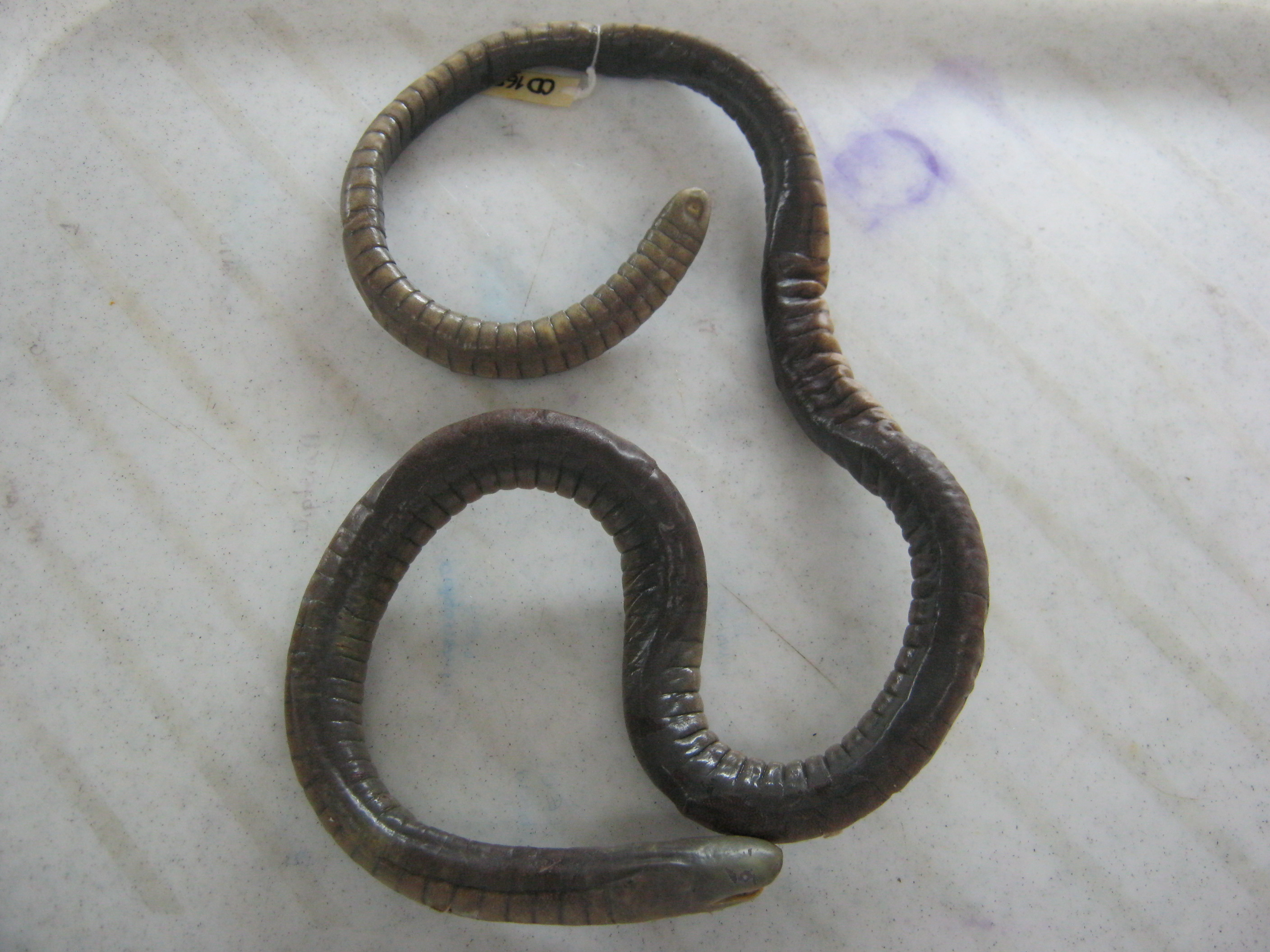